# L'Hôme-Chamondot
L'Hôme-Chamondot est une commune française, située dans le département de l'Orne en région Normandie, peuplée de 260 habitants.

## Géographie

### Localisation
La commune se situe dans le Perche au sud-est du département de l'Orne, et appartient au Perche ornais, non loin de la limite du département avec celui d'Eure-et-Loir.
| La Poterie-au-Perche | Saint-Maurice-lès-Charencey | Saint-Maurice-lès-Charencey, Marchainville |
| La Ventrouze         | L'Hôme-Chamondot            | Marchainville                              |
| Tourouvre, Malétable | Moulicent                   | Marchainville, Moulicent                   |

### Voies de communication et transports

#### Voies routières
Le tracé de la nationale 12 qui relie Paris à Brest longe le territoire communal au nord-ouest (les Chauffetières) et marque la limite de la commune avec le territoire de la commune de La Poterie-au-Perche. Le maillage routier structurant de la commune est également assuré par la D 291 sur un axe sud-ouest/nord-ouest allant de Malétable à Saint-Maurice-lès-Charencey et par la D 243 sur un axe ouest-est desservant les communes de La Ventrouze et de Marchainville.

#### Transports en commun
Deux lignes du réseau inter urbain Cap'Orne organisées par le conseil départemental passe aux alentours de la commune : 
- la ligne 60 à La Ventrouze sur la liaison L'Aigle - Tourouvre - Mortagne-au-Perche ;
- la ligne 75 qui dessert Mortagne-au-Perche - Longny-au-Perche - Neuilly-sur-Eure - La Loupe.

#### Équipement automobile des ménages
94,6 % des 95 ménages ulmois possèdent au moins une voiture en 2009. 44,6 % de ceux-ci ne possèdent qu'une voiture et 50 % deux voitures ou plus. 96,7 % des ménages disposent d'au moins un emplacement réservé au stationnement.

### Hydrographie
La commune est traversée par la ligne de partage des eaux entre les bassins hydrographiques Seine-Normandie et Loire-Bretagne. Elle est drainée par le cours d'eau 01 de Pierre Bourdon, le cours d'eau 01 des Chauffetières, le fossé 01 de l'Étang de Malnoë, le ruisseau de Charencey et le ruisseau la Jambée,,.
Deux plans d'eau complètent le réseau hydrographique : le plan d'eau du Bois des Chauffetières (2,03 ha) et l'étang de Malnoë (1,5 ha),.

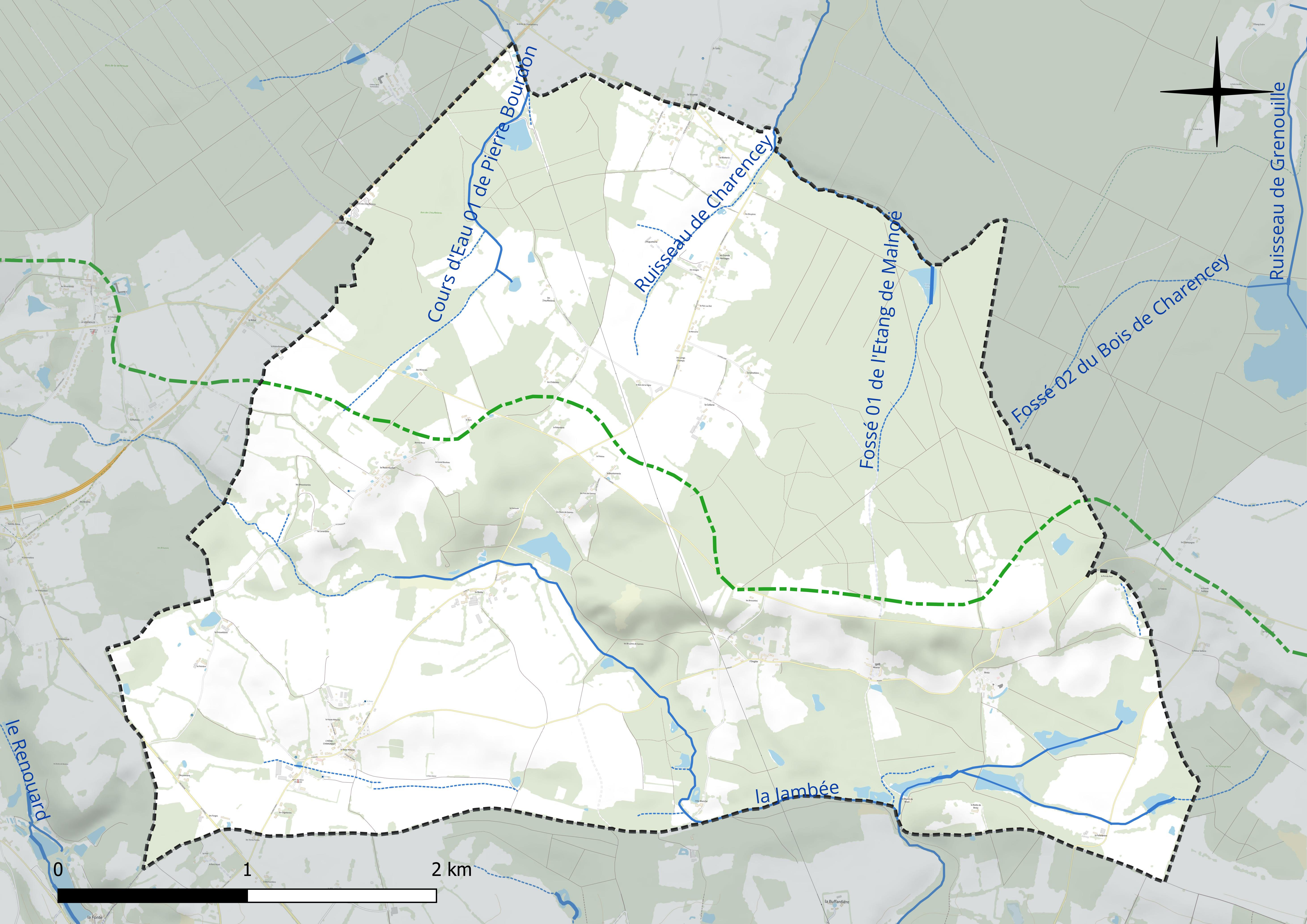
Réseau hydrographique de l'Hôme-Chamondot.

### Climat
Pour des articles plus généraux, voir Climat de la Normandie et Climat de l'Orne.
En 2010, le climat de la commune est de type climat océanique dégradé des plaines du Centre et du Nord, selon une étude du CNRS s'appuyant sur une série de données couvrant la période 1971-2000. En 2020, Météo-France publie une typologie des climats de la France métropolitaine dans laquelle la commune est exposée à un climat océanique altéré et est dans la région climatique Normandie (Cotentin, Orne), caractérisée par une pluviométrie relativement élevée (850 mm/a) et un été frais (15,5 °C) et venté. Parallèlement le GIEC normand, un groupe régional d’experts sur le climat, différencie quant à lui, dans une étude de 2020, trois grands types de climats pour la région Normandie, nuancés à une échelle plus fine par les facteurs géographiques locaux. La commune est, selon ce zonage, exposée à un « climat contrasté des collines », correspondant au Pays d'Ouche et au Perche et bénéficiant d’un caractère continental affirmé avec des précipitations atténuées et des amplitudes thermiques fortes.
Pour la période 1971-2000, la température annuelle moyenne est de 10,3 °C, avec une amplitude thermique annuelle de 14 °C. Le cumul annuel moyen de précipitations est de 790 mm, avec 12,6 jours de précipitations en janvier et 8,1 jours en juillet. Pour la période 1991-2020, la température moyenne annuelle observée sur la station météorologique la plus proche, située sur la commune de Tourouvre au Perche à 5 km à vol d'oiseau, est de 10,9 °C et le cumul annuel moyen de précipitations est de 749,1 mm,. Pour l'avenir, les paramètres climatiques de la commune estimés pour 2050 selon différents scénarios d’émission de gaz à effet de serre sont consultables sur un site dédié publié par Météo-France en novembre 2022.

## Urbanisme

### Typologie
Au 1er janvier 2024, L'Hôme-Chamondot est catégorisée commune rurale à habitat très dispersé, selon la nouvelle grille communale de densité à sept niveaux définie par l'Insee en 2022. Elle est située hors unité urbaine et hors attraction des villes,.

### Occupation des sols
L'occupation des sols de la commune, telle qu'elle ressort de la base de données européenne d’occupation biophysique des sols Corine Land Cover (CLC), est marquée par l'importance des forêts et milieux semi-naturels (50,6 % en 2018), en diminution par rapport à 1990 (52,2 %). La répartition détaillée en 2018 est la suivante : forêts (50,6 %), prairies (28,3 %), terres arables (17,9 %), zones agricoles hétérogènes (3,3 %). L'évolution de l’occupation des sols de la commune et de ses infrastructures peut être observée sur les différentes représentations cartographiques du territoire : la carte de Cassini (XVIIIe siècle), la carte d'état-major (1820-1866) et les cartes ou photos aériennes de l'IGN pour la période actuelle (1950 à aujourd'hui).

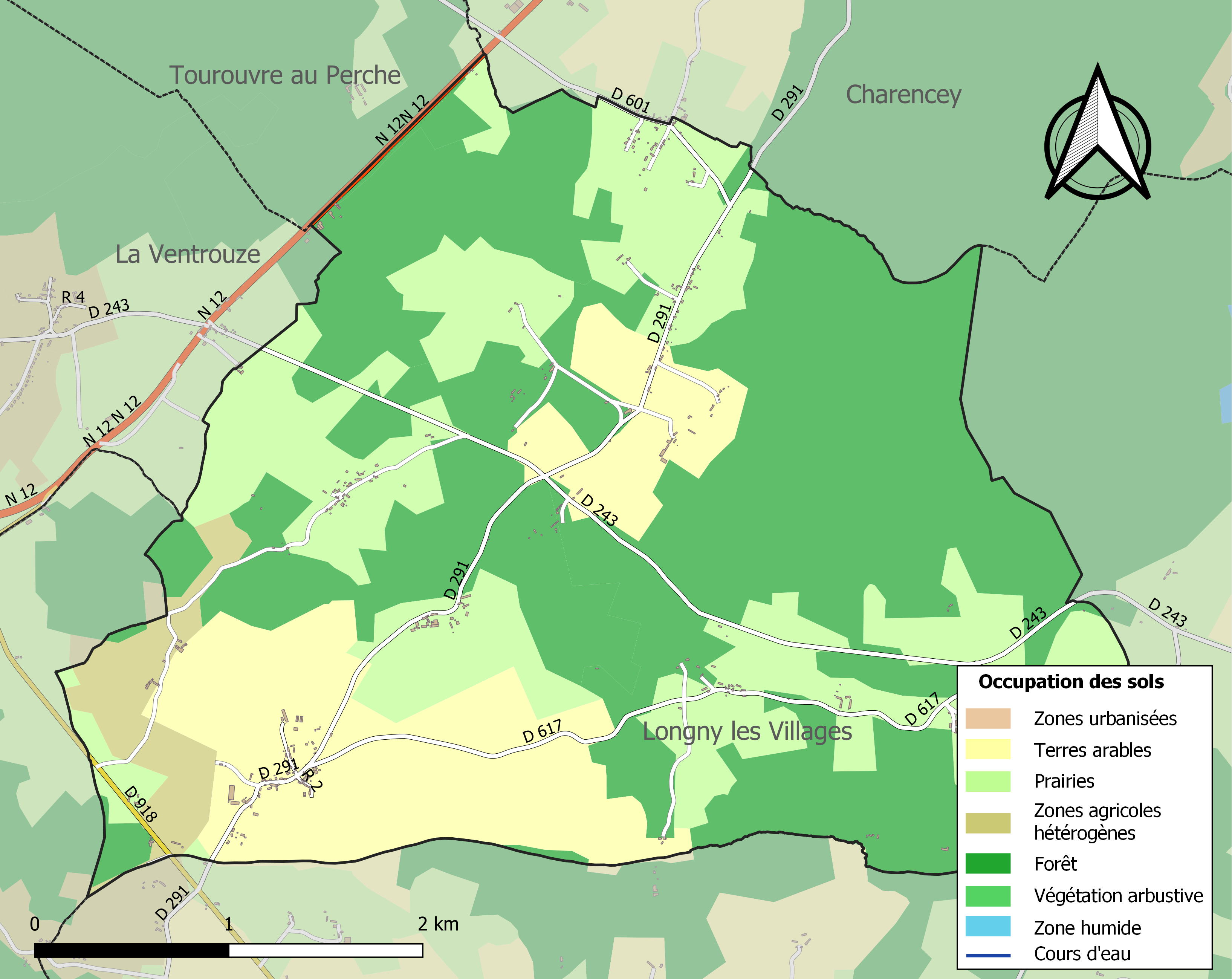
Carte des infrastructures et de l'occupation des sols de la commune en 2018 (CLC).

## Toponymie
Le nom de la localité est attesté sous les formes Ulmus vers 1272, Losme en 1793, L'Hosme en 1801.
Hôme est ici une altération du latin ulmus, « orme »,.
Pour Chamondot, René Lepelley émet l'hypothèse d'un nom de personne.
Le gentilé est les Ulmois.

## Histoire
En 1812, L'Hôme-Chamondot (374 habitants en 1806) absorbe la commune de Brotz (65 habitants) à l'est de son territoire.
Le 9 août 1944, le capitaine François Bouilhac, chef du secteur d'Alençon, est assassiné avec quatre autres responsables FFI (Jean Moreau, Fernand Chasseguet, Alfred Frémiot et Jean Mazeline) au château de Brotz.

## Politique et administration

### Liste des maires
| Période                                  | Période    | Identité                    | Étiquette | Qualité               |
| ---------------------------------------- | ---------- | --------------------------- | --------- | --------------------- |
| 1861                                     | 1869       | Auguste Bourgeois           |           | Entrepreneur verrier  |
| 1875                                     | 1879       | Auguste Bourgeois (fils ? ) |           |                       |
| 1992                                     | avril 2014 | Didier Collin               | SE        | Agriculteur           |
| avril 2014                               | En cours   | Patrice Michel-Flandin      | SE        | Entrepreneur de vente |
| Les données manquantes sont à compléter. |            |                             |           |                       |

Le conseil municipal est composé de onze membres dont le maire et deux adjoints.

### Canton
Depuis la réforme de 2014 mise en application aux élections départementales de 2015, la commune appartient au nouveau canton de Tourouvre au Perche qui est compris  dans l'arrondissement de Mortagne-au-Perche.

### Intercommunalités
La commune fait partie de la communauté de communes des Hauts du Perche depuis 2017 et de ce fait entre dans le périmètre du pays du Perche ornais, le pendant ornais du pays du Perche d'Eure-et-Loir.

## Population et société

### Démographie
La commune appartient à une région où l'immigration vers le Canada a été importante.
L'évolution du nombre d'habitants est connue à travers les recensements de la population effectués dans la commune depuis 1793. Pour les communes de moins de 10 000 habitants, une enquête de recensement portant sur toute la population est réalisée tous les cinq ans, les populations de référence des années intermédiaires étant quant à elles estimées par interpolation ou extrapolation. Pour la commune, le premier recensement exhaustif entrant dans le cadre du nouveau dispositif a été réalisé en 2008.
En 2022, la commune comptait 260 habitants, en évolution de −1,14 % par rapport à 2016 (Orne : −3,21 %, France hors Mayotte : +2,11 %).L'Hôme-Chamondot a compté jusqu'à 653 habitants en 1876.
| 1793 | 1800 | 1806 | 1821 | 1836 | 1841 | 1846 | 1851 | 1856 |
| ---- | ---- | ---- | ---- | ---- | ---- | ---- | ---- | ---- |
| 410  | 314  | 374  | 463  | 563  | 640  | 535  | 651  | 637  |

| 1861 | 1866 | 1872 | 1876 | 1881 | 1886 | 1891 | 1896 | 1901 |
| ---- | ---- | ---- | ---- | ---- | ---- | ---- | ---- | ---- |
| 617  | 650  | 606  | 653  | 652  | 424  | 416  | 406  | 343  |

| 1906 | 1911 | 1921 | 1926 | 1931 | 1936 | 1946 | 1954 | 1962 |
| ---- | ---- | ---- | ---- | ---- | ---- | ---- | ---- | ---- |
| 330  | 308  | 285  | 316  | 268  | 281  | 271  | 310  | 335  |

| 1968 | 1975 | 1982 | 1990 | 1999 | 2006 | 2008 | 2013 | 2018 |
| ---- | ---- | ---- | ---- | ---- | ---- | ---- | ---- | ---- |
| 237  | 176  | 195  | 182  | 203  | 213  | 216  | 264  | 251  |

| 2022 | - | - | - | - | - | - | - | - |
| ---- | - | - | - | - | - | - | - | - |
| 260  | - | - | - | - | - | - | - | - |

| 1793 | 1800 | 1806 |
| ---- | ---- | ---- |
| 69   | 69   | 65   |

### Enseignement
La commune appartient à l'académie de Caen et dépend de la circonscription de Mortagne-au-Perche de l'inspection académique de l'Orne (DSDEN).

### Médias
La commune entre dans la zone de diffusion du journal hebdomadaire Le Perche du groupe Publihebdos.

### Culte
La commune dépend du diocèse de Séez et appartient à la paroisse Sainte-Anne-du-Perche (relais de Longny-au-Perche) qui comprend les communes du nouveau canton de Tourouvre au Perche, ainsi que quatre communes du département de l'Eure.

## Économie

### Revenus de la population et fiscalité
En 2009, la commune comptait 132 foyers fiscaux. Le revenu net déclaré moyen s'établissait à 19 676 € et l'impôt sur le revenu moyen s'élevait à 404 €. Dans le détail, 50,8 % des foyers fiscaux étaient imposables avec un revenu déclaré moyen qui s'établissait à 29 099 € et 49,2 % des foyers fiscaux ne l'étaient pas avec un revenu déclaré moyen de 9 963 €.

### Emploi, population active
En 2009, la population active représente 71,0 % des 136 individus de 15 à 64 ans. La même année, le taux de chômage des 15-64 ans s'élève à 15,1 %  soit 15 personnes contre 12 en 1999 (14,3 %). En 2009, il touche principalement les femmes avec un taux de 20 %  contre 11,3 % pour les hommes. Néanmoins, le chômage des femmes est en recul sur 1999 (23,1 %) mais en augmentation pour les hommes (6,7 %).
Sur les 82 actifs de la commune en 2009 possédant un emploi, 63,3 % sont salariés et 36,7 % non salariés. Les emplois salariés à temps partiel représentent 14 % des emplois et sont occupés à 48 % par des femmes. 27,6 % des femmes actives possédant un emploi sont non salariées.
Le taux d'emploi salarié s'élève à 75 % chez les femmes contre 55,3 % pour les hommes. 65,6 % d'entre elles sont titulaires de la fonction publique ou de contrats à durée indéterminée contre 51,1 % pour les hommes. Le taux d'emploi non salarié s'élève en revanche à 44,7 % chez les hommes contre 25 % chez les femmes. Sur les 82 actifs possédant un emploi, 34,2 % travaillent dans la commune et 65,8 % dans une autre commune.

### Passé industriel
Dans le passé, la commune abritait sur son territoire différentes industries :
- verrerie de la Cellerie (hameau de la commune) exploitée par M. Bourgeois[45] à partir de 1835[46] produisant des cristaux pour éclairage, gobeletterie unie et moulée, etc.[47] ;
- le hameau des Chauffetières, sur la commune, abritait l'une des plus importantes tuileries-briqueteries du département de l'Orne[48] qui était doté d'un four semi-continu[49]. La briqueterie des Chauffetières existe depuis 1760 et était la propriété du marquis de Gontaud-Biron avant de passer dans les mains de la famille Fontaine en 1890. L'argile était extraite sur place et la fabrication de briques moulées à la main pouvait atteindre environ 1 000 briques par jour. La capacité du four était de 17 000 briques. Les briques flammées produites aux Chauffetières sont essentiellement destinées aux chantiers de restauration des monuments historiques.

## Culture locale et patrimoine

### Lieux et monuments
- Ruines du château de Gannes inscrites au titre des monuments historiques par arrêté du  11 octobre 1933[50]. La tradition locale dit qu'il a été brûlé par les Anglais[51] en 1428. Quesnay de Beaurepaire, dans La Normandie monumentale, op. cit., p. 211-218, a rapporté longuement le siège et la destruction de ce château et l'existence de la Dame blanche de Gannes[52]. Élevé sur une motte et défendu par des marécages qui l'isolaient, le château, qui d'après la légende était imprenable, dut sa destruction à la félonie de la fille du châtelain : éperdue d'amour pour un capitaine anglais, trahissant les siens, la « Dame blanche » ouvrit la poterne à l'ennemi.
- Château de Miserai.
- Briqueterie des Chauffetières. Les deux pièces de séchage, ainsi que le four subsistant, sont inscrits au titre des monuments historiques par arrêté du 9 juin 1995[53].
- Église Saint-Martin d'origine romane, reconstruite au XVIIIe siècle. Un aigle lutrin du XVIIIe est classé au titre objet[54].
- Ancienne maison forte de Brotz, du XVe siècle[55] remaniée aux XVIIe et XIXe siècles[56], avec sa chapelle.

### Personnalités liées à la commune
- Jean-René-Joseph Le Boulleur, seigneur de Brotz, conseiller du roi, maître particulier de la maîtrise des eaux et forêts du Perche à Mortagne[57] (1714-1774). Il épouse le 9 mars 1734 Anne-Catherine Angélique Nicole du Plessis[58].
- M. Le François, ancien curé de la paroisse, député du clergé du Perche aux États généraux, membre de la Légion d'honneur, mort curé à la basilique Notre-Dame d'Alençon le 5 juillet 1813[59].
- Auguste Bourgeois, 1789-1872, né à Hodeng-au-Bosc (Seine-Inférieure), mort le 24 avril 1872 à la Cellerie[60]. Maire de la commune de 1861 à 1869, propriétaire de la verrerie Bourgeois à la Cellerie.
- Théodomir Geslin, né à l'Hôme-Chamondot le 11 janvier 1848[61], huissier à Sées. Il a publié La Littérature contemporaine en province, portraits biographiques et littéraires, mouvement littéraire en 1873 puis réédité en 1876; Voix perdues d'un paysan (poésie) en 1878 ; Sans honneur (roman) en 1890; Maternité cruelle (étude de mœurs contemporaines).
- Jean Mazeline (1920 - L'Hôme-Chamondot, 1944), résistant français, responsable départemental des FFI.

### Héraldique
| Blason de L'Hôme-Chamondot | Blason  | D'or à la fasce crénelée de sable maçonnée du champ, adextrée en chef d'une croisette partie de gueules et du second, et senestrée d'une feuille d'orme de sinople posée en bande ; la fasce soutenue de trois flammes de gueules en pointe. |
| Blason de L'Hôme-Chamondot | Détails | Armoiries adoptées par la municipalité le 13 octobre 2011. |